# ادم توز

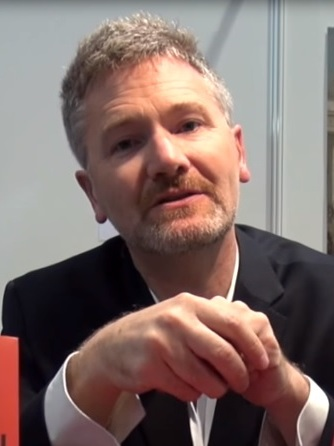
نگاره‌ای از آدام توز مورخ اهل بریتانیا - ۲۰۱۵

آدام توز (زاده ۱۹۶۷) مورخ بریتانیایی است. او از تابستان ۲۰۱۰ استاد تاریخ در دانشگاه ییل است. وی در سال ۲۰۰۲ جایزه فیلیپ لورهولمه را برای تاریخ مدرن برنده شد.
هم اکنون او بیش از همه به خاطر مطالعهٔ اقتصادی رایش سوم شناخته شده‌است، یکی از کتاب‌های او، دستمزد تخریب، برنده جایزه تاریخ ولفسن در ۲۰۰۶ شد.

## مکتوبات
- (۲۰۰۱), Statistics and the German State, ۱۹۰۰-۱۹۴۵: The Making of Modern Economic Knowledge (Cambridge Studies in Modern Economic History), Cambridge: Cambridge University Press, 2001. ISBN 0-521-80318-7
- (۲۰۰۶), The Wages of Destruction: The Making and Breaking of the Nazi Economy, London: Allen Lane, 2006. ISBN 0-7139-9566-1